# Gambo (subprefektur)
Gambo är en subprefektur i Centralafrikanska republiken.   Den ligger i prefekturen Mbomou, i den södra delen av landet, 400 km öster om huvudstaden Bangui.
I omgivningarna runt Gambo växer huvudsakligen savannskog. Runt Gambo är det glesbefolkat, med 8 invånare per kvadratkilometer.